# Коханці з Вальдаро

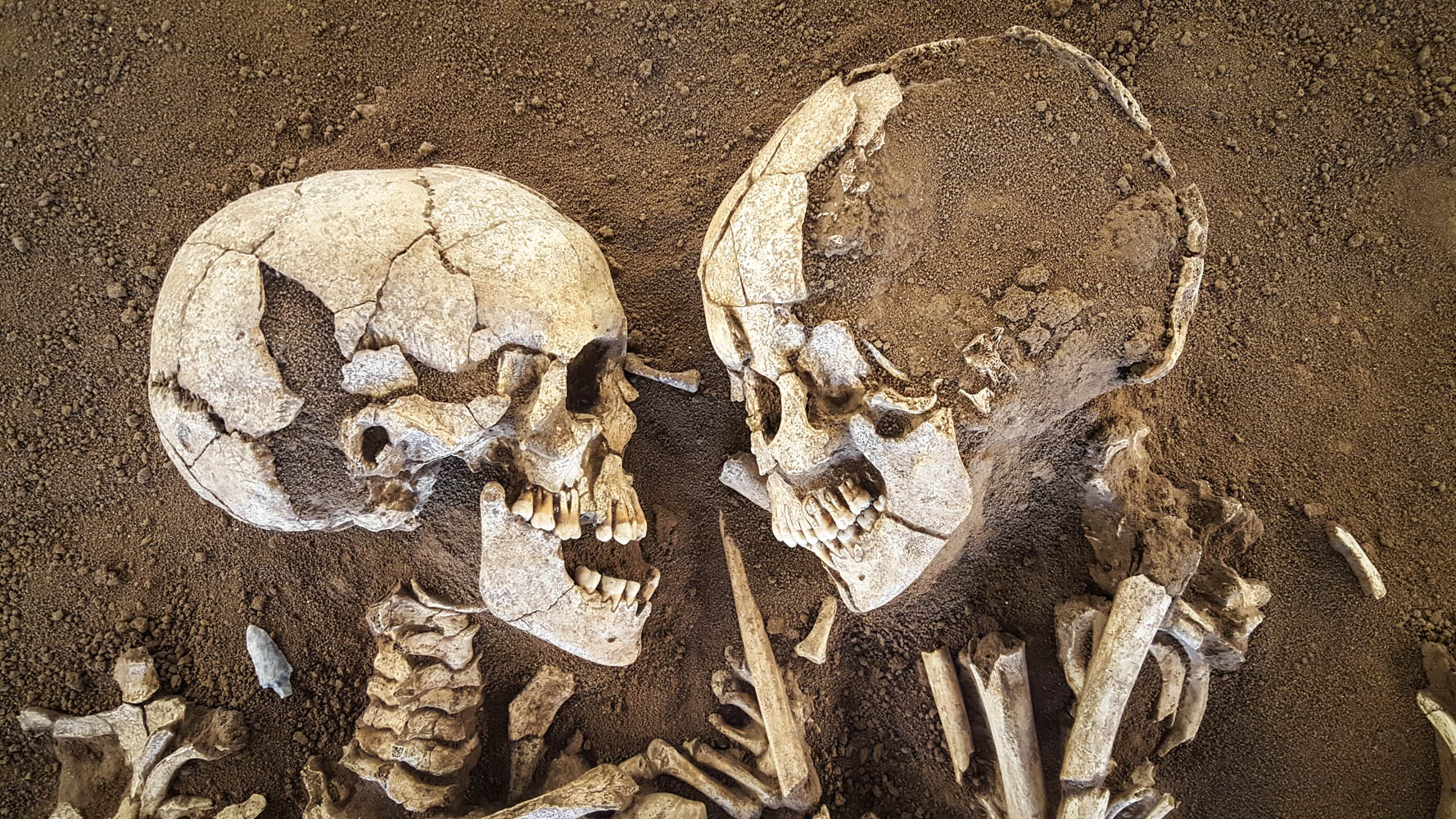
Коханці з Вальдаро, Італія

Коханці з Вальдаро (італ. Amanti di Valdaro або Amanti di Montova) — скелети юнака та дівчини, знайдені археологами у Неолітичному похованні у Сан-Джорджо поблизу Мантуї (Італія) у 2007 році. Вік поховання — не менше 6 тисяч років. Розкопки проводила археолог Олена Марія Менотті.
Скелети отримали таку назву через своє положення, яке нагадує «обійми закоханих».

## Загальний опис
Дослідження показали, що на момент поховання молодим людям було приблизно 18-20 років. Їх зріст приблизно 1,57 м. Чоловічий скелет був знайдений з крем'яним наконечником стріли біля шиї. У жінки було довге кременеве лезо вздовж стегна та два крем'яних ножі під тазом. Остеологічне дослідження не виявило ознак насильницької смерті, переломів та мікротравм, тому найімовірніше пояснення полягає в тому, що крем'яні знаряддя були поховані разом з людьми як похоронний інвентар. Дослідники вважають, що смерть «Коханців із Вальдаро» була природною.
Археологів зацікавило положення скелетів. Вони лежали дуже близько обличчям один до одного, при цьому їхні руки та ноги були сплетені, обіймаючи один одного таким чином, що нагадувало «обійми закоханих».
Вчені, дослідивши скелети, повідомили, що їм надали таке положення після смерті.

## Історія знахідки
У лютому 2007 року Управління археологічної спадщини Ломбардії оголосило про виявлення неолітичного поховання під час розкопок на римській віллі в районі Вальдаро в муніципалітеті Сан-Джорджо-Ді-Мантова. Унікальність знахідки полягала в тому, що два знайдені скелети були поховані поруч, віч-на-віч, схрещені в обіймах та мали переплетені кінцівки. Це єдиний приклад подвійного поховання (бісома) у Північній Італії. Фотографії двох скелетів викликали великий резонанс і принесли знахідці велику популярність. Цьому також сприяло наближення свята Дня Святого Валентина, під час якого у багатьох ЗМІ по всьому світі були опубліковані фотографії двох закоханих як символ вічного кохання.
Через кілька місяців у Туреччині в провінції Діярбакир було виявлено ще одну пару скелетів, похованих подібним чином, що зняло ореол унікальності.

## Експозиція
З самого початку наполегливо порушувалося питання про надання виставкового місця для двох скелетів, а також заохочення музейного туризму в Мантуї після ситуації в Больцано з мумією Етці із Сімілауна. Кілька разів вони виставлялися виключно під час святкових заходів у Мантуї, наприклад, під час Festivaletteratura [Архівовано 6 квітня 2022 у Wayback Machine.] у 2011 році. Нарешті, через сім років після знахідки, «Коханці з Вальдаро» були виставлені у скляному саркофазі у Національному археологічному музеї Мантуї. У день інавгурації був представлений комікс під назвою «Закохані з Мантуї», написаний та ілюстрований Джанкарло Малагутті, в якому розвивається одна з багатьох романтичних гіпотез про двох похованих хлопців.